# Susanne Suter

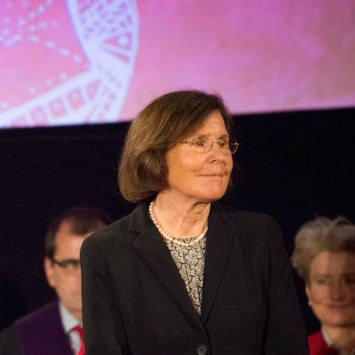
Susanne Suter (2015)

Susanne Suter (* 23. Januar 1943 in Bauma) ist eine Schweizer Ärztin und Hochschullehrerin. Sie leitete als erste Frau ein Departement eines Schweizer
Universitätsspitals und war von 2004 bis 2011 Präsidentin des Schweizerischen Wissenschafts- und Technologierates.

## Berufsweg
Susanne Suter studierte Medizin in Zürich und Wien. Sie erhielt 1968 ihr Diplom als Ärztin und wurde neun Jahre später an der Universität Genf promoviert. Nach Weiterbildungen in Genf und San Francisco wurde sie 1981 Fachärztin für Pädiatrie sowie 1999 für Infektiologie.
Suter wurde 1986 Privatdozentin und vier Jahre später zur ordentlichen Professorin für Pädiatrie an der Universität Genf berufen. Zugleich wurde sie zur Chefärztin des Kinderspitals der Genfer Universitätsspitäler ernannt. Vier Jahre später übernahm sie die Gesamtleitung des Kinderspitals, ad interim auch Ende 1996 die Gesamtleitung des Kinderspitals des Universitätsspitals Lausanne. Ab Januar 2004 behielt Suter nur die Funktion der Chefärztin des Genfer Kinderspitals bei.
Unterstützt vom Schweizerischen Nationalfonds (SNF), führte Suter seit 1985 acht Forschungsprojekte durch. Die Schweizerische Gesellschaft für Pädiatrie zeichnete ihre Forschungsarbeiten im Bereich der Mukoviscidose und der Epidemiologie der Infektionskrankheiten mit dem Inpharmazam-Preis aus. Den Otto-Naegeli-Preis der Bonizzi-Theler-Stiftung erhielt Suter im Jahr 2000. Sie war in verschiedenen Fachkommissionen auf nationaler sowie regionaler Ebene tätig und gehört internationalen Fachgesellschaften sowie Fachredaktionen an. Sie setzte sich für eine gezielte Förderung des wissenschaftlichen Nachwuchses sowie für Reformen in der medizinischen Ausbildung ein. Wie ihr Mann erhielt sie im Oktober 2015 die Medaille der Universität Genf.
Susanne Suter war von Januar 2004 bis Dezember 2011 Präsidentin des Schweizerischen Wissenschafts- und Technologierates (SWTR). Zuvor war sie zwischen 1994 und 2004 Mitglied des Forschungsrates des Schweizerischen Nationalfonds sowie von 1996 bis 1998 Präsidentin des Forschungsrates der Marie Heim-Voegtlin Stiftung gewesen.

## Familie
Suter heiratete den Intensivmediziner Peter M. Suter und wurde Mutter von drei Kindern.

## Belege
1. 1 2 3  Sophie Davaris: Un couple d’exception. In: Tribune de Genève vom 8. Oktober 2015; abgerufen am 14. Januar 2025.
2. 1 2 3 4  Prof. Dr. med. Susanne Suter. Lebenslauf, archivierte Version, abgerufen am 14. Januar 2025.

| Personendaten    | Personendaten                          |
| ---------------- | -------------------------------------- |
| NAME             | Suter, Susanne                         |
| KURZBESCHREIBUNG | Schweizer Ärztin und Hochschullehrerin |
| GEBURTSDATUM     | 23. Januar 1943                        |
| GEBURTSORT       | Bauma, Schweiz                         |